# Negru Vodă (Costanza)
Negru Vodă (in passato Cara Omer) è una città della Romania di 5 535 abitanti, ubicata nel distretto di Costanza, nella regione storica della Dobrugia.
Fanno parte dell'area amministrativa anche le località di Darabani, Grăniceru, Vâlcelele.
La città prende nome da Negru Vodă, personaggio leggendario che si racconta essere stato un principe di Muntenia e poi di Valacchia.